# Bernhard Grdseloff
Bernhard Grdseloff, est un égyptologue polonais. Il épouse en 1945 Dorothee Metlitzki, professeur d'anglais à l'université de Caroline de Berkley, avec laquelle il a une fille, Ruth. Atteint d'un cancer en 1947, il est hospitalisé à l'hôpital du Caire où il meurt le 8 octobre 1950.

## Biographie
Il participe à de nombreux chantiers de fouilles du Service des antiquités égyptiennes et de l'IFAO.
À Saqqarah il identifie la tombe de Néferhétepès en 1943 à la suite de la découverte de reliefs mentionnant la « Mère royale Néferhétepès » dans le mastaba de Persen situé à près de deux cents mètres au sud du complexe pyramidal de la reine.
Prolifique dans son travail scientifique, il écrit de nombreux articles et participe à la publication d'ouvrages ou de résultats de fouilles. Il publie notamment un ouvrage important sur la religion égyptienne Das ägyptische Reinigungszelt.

## Publications
- « La lecture et le sens du mot », ASAE, Le Caire, no 38,‎ 1938, p. 353-354 ;
- « Un portrait inconnu de Tepem'onkh », ASAE, Le Caire, no 39,‎ 1939, p. 385-387 ;
- « L’entrée du mastaba de Sopdouhotep », ASAE, Le Caire, no 39,‎ 1939, p. 389-392 ;
- « Le roi Iti divinisé », ASAE, Le Caire, no 39,‎ 1939, p. 393-396 ;
- « Deux notes de lexicographie », ASAE, Le Caire, no 39,‎ 1939, p. 397-400 ;
- « L’insigne du grand juge égyptien », ASAE, Le Caire, no 40,‎ 1940, p. 187-202 ;
- « Une missive minuscule de Deir el-Médineh », ASAE, Le Caire, no 40,‎ 1940, p. 533-536 ;
- « Le dieu DwAw, patron des oculistes », ASAE, Le Caire, no 41,‎ 1941, p. 207-217 ;
- « Das ägyptische Reinigungszelt - monographie - Archäologische Untersuchung », Études Égyptiennes fascicule 1, Le Caire,, Imprimerie de l'IFAO,‎ 1941 ;
- Les débuts du culte de Rechef en Égypte, Le Caire, IFAO, 1942 ;
- « Notes sur deux monuments inédits de l'Ancien Empire • I, Fragment de linteau de "WrbA-BA".• II, Tambour de "Njanx-Xnm" », ASAE, Le Caire, no 42,‎ 1943, p. 106-126 ;
- « Appendix. Le signe et le mot "père" », ASAE, Le Caire, no 43,‎ 1943, p. 311-318 ;
- « Le signe et le titre du stoliste », ASAE, Le Caire, no 43,‎ 1943, p. 357-356 ;
- « Notes d'épigraphie Archaïque », ASAE, Le Caire, no 44,‎ 1944, p. 279-306 ;
- Notice sur un monument inédit appartenant à Nebwa, premier prophète d'Amon à Sambehdet [avec 2 planches] - p. 175-183 - BIFAO 45, art. 10 ;
- « Edom, d'après les sources égyptiennes », Revue de l'histoire juive, no 1,‎ 1947 ;
- Avec H. Fairman, Texts of Hatshepsut and Sethos I inside Speos Artemidos, JEA 38, p. 12-33, 1947 ;
- « Sur deux passages de la nouvelle stèle d’Aménophis II trouvée à Memphis », ASAE, Le Caire, no 45,‎ 1947, p. 107-120 ;
- « En marge des récentes recherches sur Tanis », ASAE, Le Caire, no 47,‎ 1947, p. 203-216 ;
- « Remarques concernant l’opposition à un rescrit du vizir », ASAE, Le Caire, no 48,‎ 1948, p. 505-512 ;
- « Une stèle scythopolitaine du roi Séthos Ier », Études Égyptiennes,‎ 1949 ;
- « A new Middle Kingdom letter from el-Lahun », Journal of Egyptian Archaeology,‎ 1950 ;
- « Nouvelles données concernant la tente de purification », ASAE, Le Caire, no 51,‎ 1951, p. 129-140 ;
- « Un nouveau graffito de Hatnoub », ASAE, Le Caire, no 51,‎ 1951, p. 143-146 ;
- « La princesse Neferouptah de Lisht », ASAE, Le Caire, no 51,‎ 1951, p. 147-151 ;
- « Le "bois" cachet officiel des gouverneurs », ASAE, Le Caire, no 51,‎ 1951, p. 153-157 ;
- « Une nouvelle version de la liste des villes de l’Onomasticon du Ramesséum », ASAE, Le Caire, no 51,‎ 1951, p. 159-162 ;
- « Un emprunt au sémitique pour désigner la femme captive de guerre », ASAE, Le Caire, no 51,‎ 1951, p. 163-166.